# Trollhättans IF
Der Trollhättans IF ist ein schwedischer Sportverein in Trollhättan. Der Verein ist vor allem für seine Fußballmannschaften bekannt. Während die Männermannschaft mehrere Jahre zweitklassig antrat, spielte die Frauenmannschaft in den 1980er Jahren zeitweise erstklassig. 

## Geschichte
Trollhättans IF gründete sich 1906. Die Fußballmannschaft qualifizierte sich 1925 für die seinerzeit noch inoffizielle zweite Liga. In der Västsvenska Serien belegte sie Plätze im hinteren Bereich der Tabelle und verpasste somit bei der Einführung einer offiziellen zweiten Spielklasse die Qualifikation und wurde der dritten Liga zugeteilt. Anfang der 1930er Jahre spielte sie dort regelmäßig um den Aufstieg, der auf dem ersten Nichtaufstiegsplatz mehrmals nur knapp verpasst wurde. 1938 gelang der Staffelsieg in der Division 3 Västsvenska Norra, in den Aufstiegsspielen scheiterte man jedoch an Oskarströms IS. Nach mehreren Vizemeisterschaften gelang 1945 die Wiederholung des Staffelsieges, dieses Mal verpasste sie erst in einem Entscheidungsspiel gegen Göteborgs FF in der Aufstiegsrunde den Aufstieg. Nachdem sie 1947 eine Ligareform auf dem dritten Spielniveau überstanden hatte, musste sie drei Jahre später in die Viertklassigkeit absteigen.
Im Anschluss an den sofortigen Wiederaufstieg etablierte sich Trollhättans IF zunächst im mittleren Ligabereich, ehe Ende der 1950er Jahre erneut Aufstiegsambitionen angemeldet wurden. Am Ende der wegen der Umstellung des Spielrhythmus auf Spielweise innerhalb des Kalenderjahres verlängerten Spielzeit 1957/58 stand der Aufstieg in die Zweitklassigkeit. Mit zwei Punkten Vorsprung auf die von Varbergs BoIS, Kinna IF und IS Halmia belegten Abstiegsplätze gelang im ersten Jahr der Klassenerhalt, ehe der Klub als Tabellenletzter im Folgejahr zusammen mit Waggeryds IK und Tidaholms GIF die Liga nach unten verließ. Auch in der dritten Spielklasse fand sich die Mannschaft im Abstiegskampf und wurde 1962 in die Viertklassigkeit durchgereicht.
Vor dem Lokalrivalen IFK Trollhättan gelang Trollhättans IF als Staffelsieger der Division 4 Västergötland Västra der direkte Wiederaufstieg in die dritte Liga, wo sich die Mannschaft im vorderen Bereich festsetzte. Nachdem mehrmals nur wenige Punkte zur Rückkehr ins schwedische Unterhaus gefehlt hatten, zog sie 1973 in die Aufstiegsrunde ein. Als Tabellenzweiter hinter Helsingborgs IF verwies sie Norrby IF und Karlskrona AIF auf die Plätze und kehrte in die zweite Liga zurück. Dort spielte sie gegen den Abstieg, der 1976 als Tabellenletzter erfolgte. Nachdem dort im ersten Jahr der direkte Wiederaufstieg nur knapp verpasst worden war, rutschte der Klub ins Mittelfeld der Liga ab. 1986 wurde die Mannschaft Opfer einer Ligareform und rutschte erneut in die Viertklassigkeit ab. Parallel hatte sich die Frauenmannschaft des Klubs in die höchste Liga gespielt. 1984 erreichte sie das Endspiel um die Landesmeisterschaft, in dem sie jedoch Jitex BK unterlag.
1990 verschwand Trollhättans IF mit dem Abstieg aus der vierten Liga vom höherklassigen Fußball, neun Jahre später kehrte der Klub als Staffelsieger der fünftklassigen Division 4 Västergötland Västra ohne Saisonniederlage zurück. Als Aufsteiger wusste die Mannschaft zu überraschen und schaffte den direkten Durchmarsch in die Drittklassigkeit. Nach Abschluss der Spielzeit 2001 schloss sich die erste Mannschaft mit dem Lokalrivalen Trollhättans FK zum FC Trollhättan zusammen, der den Startplatz in der dritten Liga übernahm. Mit einer neuen ersten Mannschaft trat Trollhättans IF anschließend in der unterklassigen Division 6 Trollhättan an. Am Ende der Spielzeit 2009 stieg sie in die siebtklassige Division 5 Västra.